# Sudamérica Rugby
Sudamérica Rugby (SAR), hasta 2015 llamada Confederación Sudamericana de Rugby, es la organización rectora de la actividad del rugby en Sudamérica y América Central. Sus afiliados son las asociaciones de los siguientes países: Argentina, Brasil, Chile, Colombia, Costa Rica, Ecuador, El Salvador, Guatemala, Panamá, Paraguay, Perú, Uruguay y Venezuela. La institución a su vez, está afiliada a la World Rugby, sucesora de la International Rugby Board, ente rector del rugby a nivel mundial como una de las seis asociaciones regionales integrantes.

Entre otras actividades, la confederación se encarga del patrocinio y organización de torneos, el Super Rugby Américas (con equipos de todo el continente americano) y los nueve campeonatos sud y centroamericanos (Sudamérica Rugby Cup, Mayores "A", "B" y "C", de Juveniles "A" y "B" y de seven femenino y masculino); la colaboración en la planificación y ejecución de cursos y visitas técnicas; la representación de los intereses generales y comunes del rugby sudamericano ante otros organismos internacionales; tratar de incrementar el número de países miembros.

## Historia
Ya en 1982, en una reunión de presidentes de uniones en Montevideo, Uruguay y con motivo de celebrarse un torneo juvenil se estudiaba la posibilidad de crear una confederación.
Años más tarde, precisamente en 1989 y también en Montevideo, se crea la Confederación Sudamericana de Rugby por iniciativa de las uniones de Argentina, Brasil, Chile, Paraguay y Uruguay.
El acta fundacional fue firmada por los siguientes representantes.
- Por la Asociación Brasileña de Rugby: Luis E. Maghalhaes Gouveia.
- Por la Federación de Rugby de Chile: Sergio Bascuñán Martínez.
- Por la Unión Argentina de Rugby: Carlos Tozzi.
- Por la Unión de Rugby del Paraguay: Juan A. Cubells.
- Por la Unión de Rugby del Uruguay: Hugo Ceretta.

Desde abril de 2008, se realizó el proceso de estudio, aprobación formal del estatuto y asentamiento jurídico de este organismo, liderado por el uruguayo Rafael Zerbino. Este proceso se consumó el 18 de diciembre del mismo año en Buenos Aires, Argentina, con la aprobación y firma de los siguientes miembros:
- Por la Unión Argentina de Rugby: Porfirio Carreras.
- Por la Unión de Rugby del Uruguay: Gustavo Zerbino Stajano.
- Por la Federación de Rugby de Chile: Juan Ignacio López del Río (Vicepresidente Segundo elegido en este nuevo periodo).
- Por la Asociación Brasileña de Rugby: Roberto Maghalhaes Gouveia.
- Por la Unión de Rugby del Paraguay: Enrique Giménez Villarejo.
- Por la Federación Venezolana de Rugby: Antonio Puerta Giménez.
- Por la Federación Colombiana de Rugby: Harold Rodrigo Ortega Mogollòn.
- Por la Federación Peruana de Rugby: Ernesto Borneo Raffo (Vocal Titular elegido en este nuevo periodo).
- Por la Federación de Rugby de Costa Rica: Gustavo Cortés.

Como asistentes estuvieron las siguientes personas: Horacio Herrera (Oficial de Desarrollo Regional CONSUR), Santiago Ramallo y Hernán Rouco Oliva (Asistente Ejecutivo y Gerente IRB Sudamérica, respectivamente), Lucas Duharte (Abogado de la República del Paraguay), Raúl Alfieri (Escribano de la República Argentina), Bruce Cooke (delegado de la IRB) y parte de las personas elegidas para iniciar el período 2008 - 2012 los señores Ricardo Paganini (Presidente), Rafael Zerbino (Vicepresidente Primero), Pablo Gabellieri (Tesorero), José Cilley (Secretario), Ange Guimera (Vocal Titular), Edgardo García y Antonio Puerta (Vocales Suplentes).
En diciembre del 2009 en Asunción, Paraguay, se firma la personería jurídica en un acto que tuvo la presencia del presidente de ese período, el señor Ricardo Paganini, el secretario José Cilley y el escribano Alfieri de la Confederación Sudamericana de Fútbol
Ya en julio del 2015, y siguiendo la sugerencia de World Rugby la institución se renombra como Sudamérica Rugby al igual que lo hicieron las federaciones regionales de Europa, África, Oceanía y Asia. El cambio de nombre pasó por la aprobación unánime en la asamblea de ese año en Santa Fe, Argentina

## Miembros

### Miembros plenos
| Selección   | Federación                        | Fundación | Ingreso SR | Ingreso WR | Selecciones                                       |
| ----------- | --------------------------------- | --------- | ---------- | ---------- | ------------------------------------------------- |
| Argentina   | Unión Argentina de Rugby          | 1899      | 1988       | 1987       | Pumas, Argentina XV, Argentina 7                  |
| Brasil      | Confederação Brasileira de Rugby  | 1972      | 1988       | 1995       | Tupis, Yaras, Brasil 7                            |
| Chile       | Federación de Rugby de Chile      | 1953      | 1989       | 1991       | Cóndores, Chile 7                                 |
| Colombia    | Federación Colombiana de Rugby    | 2010      |            |            | Los Tucanes, Las Tucanes, Colombia XV, Colombia 7 |
| Costa Rica  | Federación de Rugby de Costa Rica | 1984      | 2011       | 2014       | Guarias, Costa Rica 7                             |
| Ecuador     | Federación Ecuatoriana de Rugby   | 2008      | 2012       | -          | Piqueros, Ecuador 7                               |
| El Salvador | Federación Salvadoreña de Rugby   | 2010      |            | -          | Torogoces, El Salvador 7                          |
| Guatemala   | Asociación Guatemalteca de Rugby  | 2008      | 2013       | 2016       | Jaguares, Guatemala 7                             |
| Panamá      | Unión Panameña de Rugby           | 2010      | 2014       | 2020*      | Diablos rojos, Panamá 7                           |
| Paraguay    | Unión de Rugby del Paraguay       | 1971      | 1988       | 1989       | Yacarés, Paraguay 7                               |
| Perú        | Federación Peruana de Rugby       | 1997      | 1997       | 2000       | Tumis, Perú 7                                     |
| Uruguay     | Unión de Rugby del Uruguay        | 1951      | 1988       | 1989       | Teros, Uruguay XV, Uruguay 7                      |
| Venezuela   | Federación Venezolana de Rugby    | 1992      |            | 1998       | Orquídeas, Venezuela 7                            |

- *: Miembro asociado.

### Miembros asociados
| Selección | Federación                       | Fundación | Asociación SR | Ingreso WR | Selecciones            |
| --------- | -------------------------------- | --------- | ------------- | ---------- | ---------------------- |
| Bolivia   | Federación Boliviana de Rugby    | 2009      | 2018          | -          | Colorados, Bolivia 7   |
| Honduras  | Federación Hondureña de Rugby    | 2014      | 2017          | -          | Honduras, Honduras 7   |
| Nicaragua | Federación Nicaragüense de Rugby | 2012      | 2016          | -          | Tiburones, Nicaragua 7 |

## Autoridades

### Consejo Directivo
El Comité Ejecutivo 2016 - 2020 está compuesto por las siguientes personas:
- Sebastián Piñeyrúa (Uruguay), presidente.
- Marcello Calandra (Uruguay), Vicepresidente Primero.
- Salvador Encinas (Chile), Vicepresidente Segundo.
- Víctor Luaces (Argentina), Secretario.
- Ariel Mamanna (Argentina), Tesorero.
- Xavier Vouga (Brasil), Vocal Titular.
- Oscar Moreira Lacasa (Paraguay), Vocal Titular.
- Antonio Quintero (Venezuela/Norte), Vocal Titular.
- Tomás Petersen (Argentina), Vocal Suplente.
- Andrés Pieroni (Uruguay), Vocal Suplente.
- Sebastián Bianchi (Chile), Vocal Suplente.
- Nathaly Montonya Ruales (Perú/Norte), Vocal Suplente.